# Herbert Henry Dow
Herbert Henry Dow (26 février 1866 - 15 octobre 1930) est un industriel chimique américain qui fonde le conglomérat multinational américain Dow Chemical. Diplômé de la Case School of Applied Science de Cleveland, Ohio, il est un inventeur prolifique de procédés, de composés et de produits chimiques, notamment l'extraction du brome de l'eau de mer, et est un homme d'affaires prospère.

## Biographie

### Les premières années
Herbert Henry Dow est né en 1866 à Belleville, en Ontario, l'aîné des enfants des Américains Joseph Henry Dow, inventeur et ingénieur en mécanique, et de sa femme, Sarah Bunnell, originaires de Derby, dans le Connecticut. Lorsque le petit garçon a six semaines, la famille retourne dans sa ville natale. Ils déménagent à nouveau en 1878, cette fois à Cleveland pour suivre le travail de Joseph à la Derby Shovel Manufacturing Company.
Après avoir obtenu son diplôme d'études secondaires en 1884, Dow s'inscrit à la Case School of Applied Science (aujourd'hui connue sous le nom de Case Western Reserve University). Pendant ses études à Case, il devient membre de la fraternité Phi Kappa Psi. Il commence des recherches spécialisées sur la composition chimique des saumures dans l'Ohio et les régions avoisinantes. Il découvre que les échantillons de saumure provenant de Canton, dans l'Ohio et de Midland, dans le Michigan, sont très riches en brome, qui est à l'époque un ingrédient principal des médicaments et est largement utilisé dans l'industrie photographique naissante. Après avoir obtenu son diplôme de Case en 1888, Dow travaille pendant un an comme professeur de chimie au Huron Street Hospital College de Cleveland, tout en poursuivant ses recherches sur l'extraction de produits chimiques à partir de saumure.

### Carrière dans les affaires

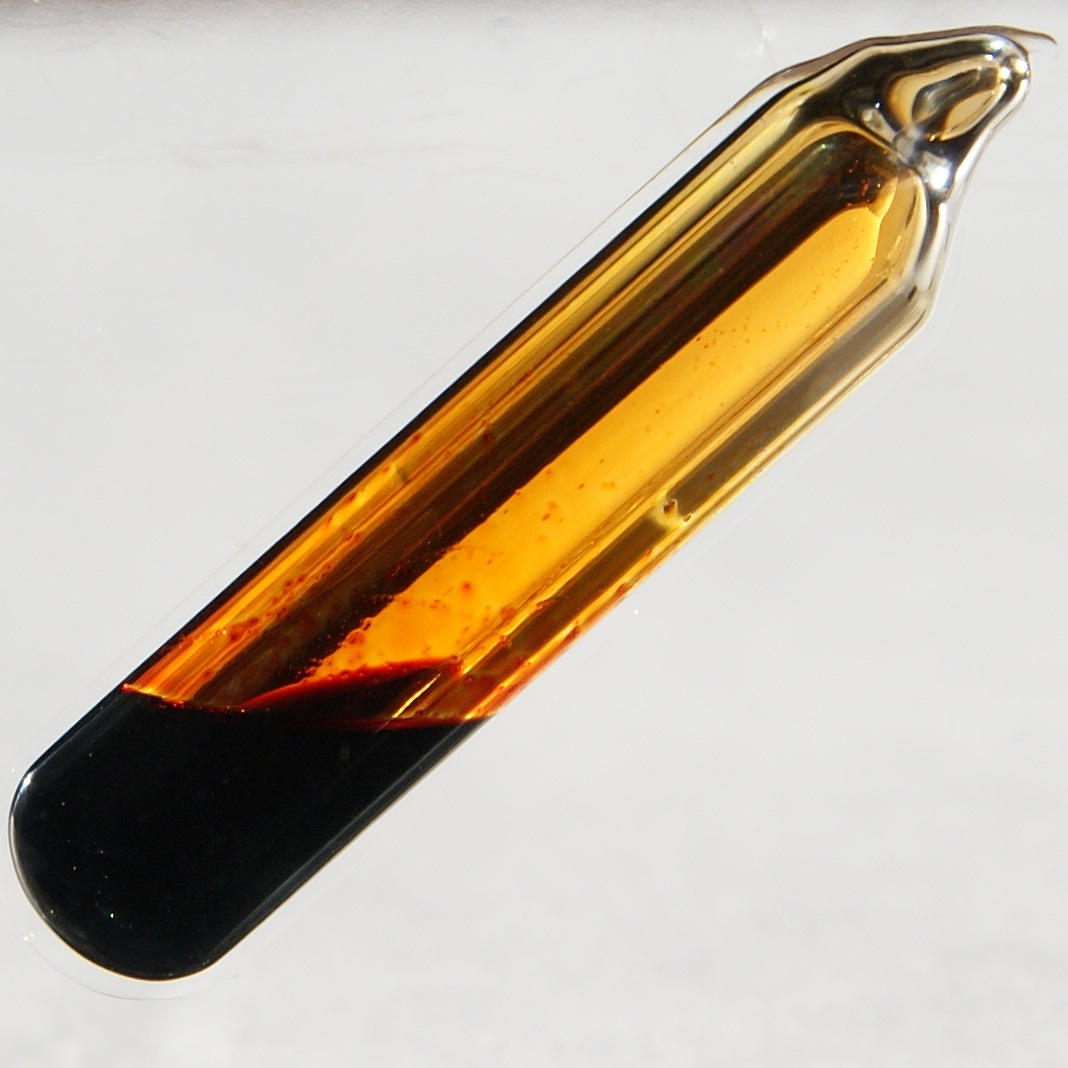
Brome

En 1889, Dow reçoit son premier brevet après avoir inventé un procédé plus rentable et plus rationalisé pour l'extraction du brome. Il crée rapidement sa propre entreprise mais fait faillite dans l'année. Ses associés sont impressionnés par son travail et l'aident en 1890 à fonder la Midland Chemical Company à Midland, dans le Michigan. Dow continue ses travaux d'extraction du brome et, au début de 1891, il invente le procédé Dow, une méthode d'extraction du brome utilisant l'électrolyse pour oxyder le bromure en brome.

#### Fondation de Dow Chemical
Dow souhaite étendre ses recherches sur l’électrolyse pour produire d’autres produits chimiques. Ses bailleurs de fonds n'approuvent pas la poursuite de ses recherches et le renvoient de la Midland Chemical Company. Il poursuit ses recherches en développant un procédé permettant d’extraire le chlore et la soude caustique du chlorure de sodium.
Après avoir recherché des financements auprès de bailleurs de fonds potentiels à Cleveland, notamment des amis de la famille et d'anciens camarades de classe de la Case School of Applied Science, Dow obtient des fonds de James T. Pardee, Albert W. Smith, JH Osborn et Cady Staley. En 1895, Dow installe sa jeune famille à Massillon, dans l'Ohio, et fonde la Dow Process Company pour développer le mécanisme de production de son procédé. L'année suivante, il retourne à Midland, où il fonde la Dow Chemical Company, successeur de la Dow Process Company. La Dow Process Company est constituée avec 57 actionnaires initiaux. En trois ans, sa nouvelle société achète la Midland Chemical Company.
Grâce à sa nouvelle entreprise et à sa nouvelle technologie, Dow produit du brome à très bas prix et commence à le vendre aux États-Unis pour 36 cents la livre. À l'époque, le gouvernement allemand soutient un cartel du brome, la Deutsche Bromkonvention, qui détient un quasi-monopole sur l'approvisionnement en brome, qu'il vend aux États-Unis à 49 cents la livre. Les Allemands font clairement savoir qu’ils épuiseraient le marché avec du brome bon marché si Dow tentait de vendre son produit à l’étranger. En 1904, Dow défie le cartel en commençant à exporter son brome à un prix inférieur vers l'Angleterre. Quelques mois plus tard, un représentant en colère de Bromkonvention rend visite à Dow dans son bureau et lui demande de cesser d'exporter son brome.
Sans crainte, Dow continue à exporter vers l’Angleterre et le Japon. Le cartel allemand riposte en vendant du brome sur le marché américain à 15 cents la livre pour tenter de le mettre hors d'état de nuire. Incapable de rivaliser avec ces prix prédateurs aux États-Unis, Dow demande à ses agents d'acheter localement des centaines de milliers de livres de brome allemand au prix le plus bas. La société Dow reconditionne le brome et l'exporte vers l'Europe, le vendant même à des sociétés allemandes à 27 cents la livre. Le cartel, qui s'attend à la faillite de Dow, n'est pas en mesure de comprendre ce qui motive l'énorme demande de brome aux États-Unis, ni d'où provient tout le brome importé à bas prix qui alimente leur marché. Ils soupçonnent leurs propres membres de violer leur accord de fixation des prix et de vendre en Allemagne en dessous du prix de revient fixe du cartel. Le cartel continue à réduire les prix de son brome aux États-Unis, d’abord à 12 cents la livre, puis à 10,5 cents la livre. Le cartel comprend finalement la tactique de Dow et se rend compte qu'il ne peuvent pas continuer à vendre en dessous du prix de revient. Ils augmentent ensuite leurs prix dans le monde entier.

#### Première guerre mondiale
Dow Chemical Company se concentre sur la recherche et est rapidement en mesure d'extraire de nombreux autres produits chimiques de la saumure. La Première Guerre mondiale crée une demande qui permet sa croissance, car la Grande-Bretagne a bloqué les ports allemands, où se trouvent à l'époque la plupart des plus grands fournisseurs de produits chimiques du monde. Dow Chemical réagit rapidement pour combler le manque de produits de guerre, en créant le procédé Dow pour produire du magnésium pour les fusées incendiaires, en créant le procédé Dow pour produire du phénol et du monochlorobenzène pour les explosifs, et du brome pour les médicaments et les gaz lacrymogènes. En 1918, 90 % de la production de la Dow Chemical Company est destinée à soutenir l’effort de guerre. Au cours de cette période, Dow crée également le logo en forme de diamant, qui est toujours utilisé par la société Dow Chemical.
Après la fin de la guerre, Dow commence à rechercher les bienfaits du magnésium, dont l’entreprise dispose en grande quantité. Il découvre qu'il peut être utilisé pour fabriquer des pistons d'automobile. Les nouveaux pistons offrent plus de vitesse et une meilleure efficacité énergétique. Les pistons Dowmetal sont largement utilisés dans les véhicules de course, et le vainqueur des 500 miles d'Indianapolis en 1921 utilise les pistons Dowmetal dans son véhicule.

### Vie privée
Dow épouse Grace Anna Ball, une enseignante de Midland, le 16 novembre 1892. Le couple a sept enfants entre 1894 et 1908 : Helen, Ruth, Willard, Osborn, Alden, Margaret et Dorothy Darling. Un enfant, Osborn Curtis, meurt d'une méningite spinale avant son troisième anniversaire en 1902. Willard devient chimiste dans l'entreprise de son père et lui succède comme directeur général en 1930. Alden B. Dow (en) devient architecte.
La maison familiale est partagée avec les parents d'Hebert Dow, Joseph et Sarah Dow, et ses sœurs, Helen et Mary Dow{.
Dow est décédé le 15 octobre 1930 d'une Cirrhose du foie alors qu'il recevait un traitement à la clinique Mayo. Son fils Willard H. Dow prend la présidence de Dow Chemical.
En 1899, Dow crée les jardins Dow à Midland, dans le Michigan, comme passe-temps personnel sur le terrain de sa résidence. Sa maison à Midland, connue sous le nom de Herbert H. Dow House, est déclarée monument historique national des États-Unis en 1976.
Il reçoit la médaille Perkin en 1930. Le lycée Herbert Henry Dow de Midland, dans le Michigan, ouvre ses portes en 1968 et porte le nom de Dow. 